# Pack of Thieves
Pack of Thieves è un singolo promozionale del gruppo musicale britannico Enter Shikari, estratto dal loro terzo album in studio A Flash Flood of Colour e pubblicato il 28 novembre 2012.

## Descrizione
Secondo il cantante Rou Reynolds, il testo del brano si basa tra l'altro sul pensiero di Mahatma Gandhi, in particolare sulla sua celebre frase "Sii il cambiamento che vuoi vedere nel mondo".
Il brano è stato il primo a essere registrato tra quelli presenti in A Flash Flood of Colour, e il suo intro si basa su una demo composta nel 2004 per un provino vocale del chitarrista Rory Clewlow dai restanti componenti del gruppo: superando tale provino Rory entrò difatti a far parte della neoformata band.
Nella sua struttura Pack of Thieves incorpora forti sonorità alternative rock, pop punk e dubstep.
Un remix ufficiale è stato realizzato da Rory Clewlow, sotto il suo pseudonimo Rory C, per l'edizione Redux di A Flash Flood of Colour.

## Video musicale
Un video ufficiale per il brano, diretto da Raul Gonzo, è stato pubblicato sul canale YouTube degli Enter Shikari e della Hopeless Records il 28 novembre 2012.

## Tracce
Testi di Rou Reynolds, musiche degli Enter Shikari.
1. Pack of Thieves (Radio Edit) – 3:18
2. Pack of Thieves (Instrumental) – 3:58

## Formazione
- Rou Reynolds – voce, tastiera, programmazione, sintetizzatore
- Rory Clewlow – chitarra, voce secondaria
- Chris Batten – basso, voce secondaria
- Rob Rolfe – batteria, percussioni, cori